# Ompok bimaculatus
Ompok bimaculatus is een straalvinnige vissensoort uit de familie van echte meervallen (Siluridae). De wetenschappelijke naam van de soort is voor het eerst geldig gepubliceerd in 1794 door Bloch.
De soort staat op de Rode Lijst van de IUCN als Gevoelig, beoordelingsjaar 2009.